# 塞萊斯特·德普雷
塞萊斯特·讓-巴蒂斯特·維克托·德普雷（法語：Céleste Jean-Baptiste Victor Déprez；1855年10月6日—1940年3月1日），是一位法國陸軍將領，在第一次世界大戰中期西線戰場短暫地指揮官法國第八軍團。